# Marcel Capelle
Marcel Capelle (Párizs, 1904. december 11. – 1993) francia labdarúgóhátvéd.
A francia válogatott tagjaként részt vett az 1930-as világbajnokságon.

## Sikerei, díjai
FC Sète
- Francia bajnok (1): 1934